# Planina Skradska
Planina Skradska je naselje u Hrvatskoj u sastavu općine Skrada. Nalazi se u Primorsko-goranskoj županiji.

## Zemljopis
Južno su Vražji prolaz i Zeleni vir, jugoistočno je Skrad i Veliko Selce, istočno-sjeveroistočno je Tusti Vrh, sjeverozapadno su Pucak i Donji Ložac, jugoistočno su Rogi i Buzin.

## Stanovništvo
| broj stanovnika | 47    | 54    | 57    | 65    | 61    | 90    | 82    | 84    | 91    | 89    | 96    | 88    | 78    | 63    | 52    | 39    | 27    |
|                 | 1857. | 1869. | 1880. | 1890. | 1900. | 1910. | 1921. | 1931. | 1948. | 1953. | 1961. | 1971. | 1981. | 1991. | 2001. | 2011. | 2021. |